# 락쉬미 상점
《락쉬미 상점 만들기》(타밀어: லட்சுமி ஸ்டோர்ஸ், 영어: Lakshmi Stores)는 2018년 12월 24일부터 2029년 1월 25일까지 Sun TV 타밀어 텔레비전 드라마.